# Theo Vonk
Theo Vonk (Uitgeest, 16 dicembre 1947) è un allenatore di calcio ed ex calciatore olandese, di ruolo difensore.

## Carriera
Suo figlio, Michael ha giocato nell'AZ e nel Manchester City prima di allenare.
Dopo una lunga carriera da giocatore dell'AZ (una Coppa d'Olanda vinta nel 1978), inizia ad allenare restando nell'organico della squadra fino al 1984 quando accetta l'incarico dello Sparta Rotterdam. Porta la seconda squadra di Rotterdam in Coppa UEFA 1985-1986, uscendo al secondo turno contro il Borussia M'gladbach dopo aver superato l'Amburgo. Firma col Twente nel 1986, restando a Enschede per sei stagioni durante le quali raccoglie tre terzi posti di fila ed esce in due occasioni al primo turno di Coppa UEFA. Nel 1992 allena per sei mesi il Real Burgos nella Liga spagnola, poi si accasa al Groningen e fa ritorno all'AZ, in seconda divisione. Vonk ottiene la promozione in prima serie nel 1996, ma retrocede dopo un solo anno. Negli ultimi anni di carriera allena in Germania e nel 2018 per qualche mese anche una formazione di Gibilterra.

## Palmarès

### Giocatore
- Coppa dei Paesi Bassi: 1

AZ: 1977-1978

### Allenatore
- Eerste Divisie: 1

AZ: 1995-1996